# Ɛ
Ɛ,ɛ는 E의 변형자이다.

## 쓰임
- ɛ는 국제음성기호에서 전설 비원순 중저모음을 나타낸다.

## 같이 보기
- Ɔ
- 전설 비원순 중저모음